# أولاف هاغن
أولاف هاغن (بالنرويجية البوكمول: Olav Hagen)‏ هو متزحلق نرويجي، ولد في 28 نوفمبر 1921، وتوفي في 21 أغسطس 2013.

## وصلات خارجية
- أولاف هاغن على موقع أوليمبيديا (الإنجليزية)